# Мухаммед Адил-шах
Мухаммед Адил-шах (? — 24 ноября 1656) — 7-й султан Биджапура из династии Адил-шахов (1627—1656).

## Биография
12 сентября 1627 года после смерти своего отца, Ибрагима Адил-шаха II (ок. 1570—1627), правившего в 1580—1627 годах, Мухаммед Адил-шах вступил на султанский престол в Биджапуре. Вначале Мухаммед Адил-шах правил номинально. Вначале государством руководили регенты: вначале Даулат-хан, затем — Мустафа-хан.
В 1633 году Великие Моголы приступили к окончательному завоеванию Ахмаднагарского султаната. Султаны Биджапура и Голконды попытались воспользоваться падением Ахмаднагара и разделить между собой его территорию. Могольский император Шах-Джахан прибыл в Декан, откуда в феврале 1636 года организовал крупную экспедицию против Биджапура и Голконды. Голкондский султан Абдулла Кутб-шах капитулировал, признал свою вассальную зависимость от Империи Великих Моголов и обязался ежегодно платить дань в размере 800 тысяч рупий. Но султан Биджапура Мухаммед Адил-шах оказал могольским войскам сопротивление. Моголы вторглись в Биджапур, разрушая и сжигая все на своём пути. В мае того же 1636 года Мухаммед Адил-шах вынужден был признать сюзеренитет императора Великих Моголов Шах-Джахана и обязался выплатить два миллиона рупий. Мухаммед адил-шах получил от Шах-Джахана часть Ахмаднагарского султаната, включая Пуну, Дхабал и Северный Конкан.
Договор от 1636 года с Великими Моголами, присоединившими большую часть Ахмаднагарского султаната к своим владениям, не дал возможности Биджапурскому султанату продолжать свою экспансию на севере. Мухаммед Адил-шах распространил своё владычество на запад в направлении: Конкан, Пуна и Дхабал (сейчас — Мумбаи), на юг в Майсур, и на востоке в Карнатаку (современный Южный Андхра-Прадеш и Тамилнад). Во время его правления Биджапурский султанат достиг своего наибольшего размаха, могущества и величия, и его владения простирались от побережья Аравийского моря до Бенгальского залива.
Начиная с 1637 года, биджапурские войска начали наступление на государства наяков, которые образовались после распада Виджаянагарской империи. Была захвачена значительную часть Малабарского и Коромандельского побережья, Майсур, Бангалор. Правители Мадурая и Танджура признали себя вассалами Биджапура. Эти успехи обеспечивались хорошими отношениями с могольским императором Шах-Джаханом, который в 1648 году предоставил Мухаммад Адил-шаху титул шаха.
Помимо территориальных экспансий, Биджапур также достиг мира и процветания во время правления Мухаммеда Адил-шаха. Его правление приносило годовой доход в семь крор восемьдесят четыре лакха рупий, не считая пяти с половиной крор дани, которые поступали от вассальных правителей и заминдаров. Большой импульс получила и такая культурная деятельность, как поэзия, живопись и архитектура. Мухаммед Адил-шах сделал все возможное, чтобы подражать славным традициям, оставленным ему его разносторонним отцом. Распространение общего образования и религиозных учений было одной из его главных забот, и он делал все возможное для улучшения социально-экономических и образовательных стандартов народа.
При Мухаммед-шахе было продолжено развитие биджапурской живописи, хоть и не в таком темпе, как при его отце Ибрагиме II. Оно выразилось во всё более усиливающемся влиянии могольской живописи. При нём создавались фресковые картины и портреты, примерами которых были стены Асар-Махала, павильон в Куматги и Сат-Манзиль.

## Восстание маратхов
В правление султана Мухаммеда Адил-шаха произошло восстание Шахджи, а затем возвышения Шиваджи до высокого положения и основания им независимого маратхского государства, которое первоначально было вышло из состава Биджапурского султаната. Мухаммед Адил-шах не смог остановить движение маратхов к независимости. Последние годы жизни Мухаммед адил-шах уделял сохранению своих земель, не пытаясь расширять владения.

## Смерть
После продолжительной болезни биджапурский султан Мухаммад Адил-шах скончался 24 ноября 1657 года, и его преемником стал его сын Али Адил-шах II.

## Гробница
Он был похоронен в мавзолее гол-Гумбазе, рядом с могилой своего духовного учителя Хашимпира Дастагира. Хашимпир прибыл в Биджапур во время правления Ибрагима Адил-шаха II. Хашимпир повлиял на султанов Биджапура, чтобы отказаться от своих неисламских и еретических практик. Строительство Гол Гумбаз, начатое в 1626 году, было завершено в 1656 году.
Купол Гол-Гумбаза является вторым по величине в мире, 44 м (124 фута) в диаметре. Комплекс Гол-Гумбаз включает мечеть, Наккар Хана (зал для трубачей, сейчас он используется как музей) и развалины гостевых домов.